# Евелін Сірс
Евелін Сірс (англ. Evelyn Sears; 9 березня 1875 — 10 листопада 1966) — колишня американська тенісистка.
Перемагала на турнірах Великого шолома в одиночному та парному розрядах.

## Фінали турнірів Великого шолома

### Одиночний розряд (1–1)
| Результат | Рік  | Турнір                     | Покриття | Суперниця          | Рахунок       |
| --------- | ---- | -------------------------- | -------- | ------------------ | ------------- |
| Перемога  | 1907 | Національний чемпіонат США | Трава    | Гелен Гоманс       | default       |
| Поразка   | 1908 | Національний чемпіонат США | Трава    | Мод Барджер-Воллек | 3–6, 6–1, 3–6 |

### Парний розряд (1 перемога)
| Результат | Рік  | Турнір                     | Покриття | Партнерка       | Суперниці                | Рахунок       |
| --------- | ---- | -------------------------- | -------- | --------------- | ------------------------ | ------------- |
| Перемога  | 1908 | Національний чемпіонат США | Трава    | Марґарет Кертіс | Каррі Нілі Міріам Стівер | 6–3, 5–7, 9–7 |